# Kevin Moran
Kevin Bernard Moran (Dublín, Irlanda, 29 de abril de 1956) es un exfutbolista irlandés que jugaba como defensa. Desarrolló su carrera deportiva en la Liga irlandesa, en la Premier League y en la Primera División de España.

## Trayectoria
Sus comienzos como deportista fueron en el fútbol gaélico, donde formó parte del Good Counsel GAA; al mismo tiempo, jugaba al fútbol en varios equipos de Dublín. Como jugador de fútbol gaélico se proclamó campeón de Irlanda con Dublín en 1976 y 1977, así como ganador de la Liga en la temporada 1976-77.
En 1978, fue contratado por el Manchester United F. C., equipo con el que debutó el 20 de abril de 1979 contra el Southampton F. C. Ganó la FA Cup con el United en 1983 y 1985. Su expulsión durante la final de 1985 lo convirtió en el primer jugador de la historia en ser sancionado con tarjeta roja durante un partido de la final de la FA Cup. Las tomas de televisión demostraron que Kevin entró al balón y no al delantero del Everton F. C. Peter Reid, por lo que recibió la medalla de campeón que no le habían entregado en un principio. En 1988, fichó por el Real Sporting de Gijón y, dos años más tarde, por el Blackburn Rovers F. C. de la Liga inglesa, donde se retiró.
En la actualidad es comentarista en el canal de televisión irlandés TV3.

## Selección nacional
En 1980, debutó como internacional con Irlanda contra la selección sueca, y fue un jugador clave en el combinado irlandés que se clasificó para disputar la Eurocopa 1988 y la Copa Mundial de Fútbol de 1990. También fue seleccionado para la fase final de la Copa Mundial de Fútbol de 1994, pero no jugó.

## Clubes
| Club                               | País       | Año       |
| ---------------------------------- | ---------- | --------- |
| Bohemian F. C.                     | Irlanda    | 1974-1975 |
| University College Dublin A. F. C. | Irlanda    | 1975-1976 |
| Bohemian F. C.                     | Irlanda    | 1976-1977 |
| Pegasus F. C.                      | Irlanda    | 1976-1977 |
| Manchester United F. C.            | Inglaterra | 1978-1988 |
| Real Sporting de Gijón             | España     | 1988-1990 |
| Blackburn Rovers F. C.             | Inglaterra | 1990-1994 |

## Palmarés

### Campeonatos nacionales
| Título         | Club                    | País       | Año  |
| -------------- | ----------------------- | ---------- | ---- |
| FA Cup         | Manchester United F. C. | Inglaterra | 1983 |
| Charity Shield | Manchester United F. C. | Inglaterra | 1983 |
| FA Cup         | Manchester United F. C. | Inglaterra | 1985 |